# 三國志 (漫畫)
《三國志》（日语：三国志）是橫山光輝的日本漫畫作品，在1971年－1986年期間連載，單行本共60冊由潮出版社發售，正體中文版初版由東立出版社代理、典藏版由尖端出版代理，內容主要是描寫從東漢黃巾之亂到三國蜀漢滅亡的故事。電視動畫《橫山光輝 三國志》在1991年10月18日至1992年9月25日於東京電視台首播，共計47集；除了動漫畫之外還發售過數款遊戲。截至2020年，系列漫畫的總發行量已超過了8000萬冊。

## 電視動畫
動畫版的標題是《橫山光輝 三國志》，在1991年10月18日到1992年9月25日期間由東京電視網播放共47集，臺灣是在1992年9月由臺灣電視公司首播；香港是在1994年7月期間於亞洲電視本港台兒童節目《機靈加油站》內首播，翌年於本港台重播。動畫版的故事只到赤壁之戰（原作第26卷）就結束。

### 角色
聲優順序：日本／臺灣
| 蜀漢 - 劉備（CV：中村大樹／周寧、于正昇） - 關羽（CV：辻親八／官志宏、康殿宏、徐健春、杜德勳） - 張飛（CV：藤原啓治／胡大衛、沈光平） - 趙雲（CV：小杉十郎太／于正昇、官志宏、劉傑、李香生） - 諸葛亮（CV：速水奨／杜德勳、孫中台、官志宏、劉傑、沈光平） - 關平（CV：辻谷耕史／于正昇） - 孫乾（CV：岡和男） - 徐庶（CV：喜多川拓郎／李香生、孫中台） - 龐統（CV：山口健／于正昇） - 孔明妹妹（CV：松下美由紀） - 香蘭（少女）（CV：興梠里美） - 香蘭（成人）（CV：井上喜久子／許淑嬪） - 香蘭侍女（CV：根谷美智子） - 劉備母親（CV：山田禮子） 曹魏 - 曹操（CV：松本保典／官志宏、周寧） - 曹洪（CV：野島汎平／周寧、于正昇） - 夏侯惇（CV：目黒裕一／官志宏、孫中台） - 曹仁（CV：中嶋聡彦／杜德勳） - 典韋（CV：安西正弘） - 李典（CV：掛川裕彦） - 許褚（CV：鹿島灘之／孫中台） - 張遼（CV：西村知道／李香生） - 荀彧（CV：江原正士、小林通孝／徐健春） - 程昱（CV：島田敏、筈見純／杜德勳） 孫吳 - 孫權（CV：飛田展男／于正昇、官志宏） - 孫堅（CV：島田敏／李香生） - 孫策（CV：中原茂／于正昇） - 程普（CV：高木渉／李香生） - 周瑜（CV：石塚運昇／于正昇、杜德勳） - 魯肅（CV：田原アルノ／杜德勳、官志宏） - 張昭 (CV：中博史) - 黄蓋（CV：石森達幸） - 甘寧（CV：掛川裕彦／沈光平） - 太史慈（CV：川津泰彦／沈光平） - 諸葛瑾（少年）（CV：菊池正美） - 諸葛瑾（成人）（CV：林一夫／杜德勳） | 其他 - 靈帝（CV：森川智之） - 少帝（CV：佐藤智惠） - 何太后（CV：安藤亞里沙） - 何進（CV：茶風林／劉傑） - 蹇碩（CV：櫻井敏治） - 献帝（少年）（CV：折笠愛） - 献帝（成人）（CV：緑川光） - 董承（CV：辻村真人） - 董卓（CV：大友龍三郎／劉傑、李香生） - 盧植（CV：有本欽隆） - 李儒（CV：塩屋浩三／康殿宏） - 華雄（CV：大山高男／官志宏） - 胡軫（CV：荒川太郎／沈光平） - 俞涉（CV：平野正人） - 呂布（CV：矢尾一樹／胡大衛、沈光平） - 丁原（CV：岸野一彦／周寧） - 李肅（CV：喜多川拓郎） - 陳宮（CV：鈴置洋孝／官志宏） - 呂伯奢（CV：徳丸完） - 鄧某（CV：河合義雄） - 袁紹（CV：沢木郁也／周寧、康殿宏、于正昇） - 袁術（CV：徳丸完） - 紀靈（CV：菅原淳一） - 許攸（CV：相澤正輝） - 劉表（CV：岸野一彦／官志宏） - 蔡夫人（CV：石井直子） - 蔡瑁（CV：橋本晃一） - 公孫瓚（CV：福田信昭／官志宏） - 公孫越（CV：飛田展男） - 王允（CV：石森達幸／于正昇） - 貂蝉（CV：折笠愛／許淑嬪） - 英鈴（CV：三浦雅子／許淑嬪） - 陳珪（CV：野本礼三） - 陳登（CV：小野健一） - 督郵（CV：緒方賢一） - 旁白（CV：小川真司／官志宏、徐健春） |

### 主題歌
片頭曲1（第1話到第32話）
作曲：西村麻聰　作詞/編曲/歌手：FENCE OF DEFENSE
片頭曲2（第33話到第47話）「DON'T LOOK BACK」
作曲：西村麻聰　作詞/編曲/歌手：FENCE OF DEFENSE
片尾曲1（第1話到第32話）「空」
作詞：工藤順子　編曲：中原信雄　作曲/歌手：遊佐未森
片尾曲2（第33話到第47話）「STANDING ALONE」
作曲：西村麻聰　作詞：大塚純子　編曲/歌手：FENCE OF DEFENSE

### 各話列表
| 話數 | 日文標題 | 中文標題        | 劇本                | 分鏡       | 演出       | 作畫監督   | 日本播放日期   |
| ---- | -------- | --------------- | ------------------- | ---------- | ---------- | ---------- | -------------- |
| 1    |          | 桃園的誓約      | 鳥海尽三            | 奥田誠治   | 奥田誠治   | 谷口守泰   | 1991年10月18日 |
| 2    |          | 激鬥!義勇軍     | 鳥海尽三 伊藤健司   | 奥田誠治   | 金澤勝眞   | 高鉾誠     | 1991年10月25日 |
| 3    |          | 死鬥!鐵門峡     | 鳥海尽三            | 福田皖     | 福田皖     | 福田皖     | 1991年11月1日  |
| 4    |          | 欽差的陷阱      | 鳥海尽三 藤本さとし | 日下部光雄 | 川端蓮司   | 田島ひろし | 1991年11月8日  |
| 5    |          | 十常侍的陰謀    | 鳥海尽三 荒島晃宏   | 奥田誠治   | 星野寛満   | 若林厚史   | 1991年11月15日 |
| 6    |          | 名馬 赤兎馬     | 鳥海尽三 伊藤健司   | 馬亜梵     | 内田祐司   | 谷口守泰   | 1991年11月22日 |
| 7    |          | 暴虐將軍 董卓   | 水出弘一            | 金澤勝眞   | 川端蓮司   | 田島ひろし | 1991年11月29日 |
| 8    |          | 亂世奸雄 曹操   | 海老沼三郎          | 内田祐司   | 内田祐司   | 斉藤浩信   | 1991年12月6日  |
| 9    |          | 豪傑大合戰      | 鳥海尽三 藤本さとし | 奥田誠治   | 奥田誠治   | 高鉾誠     | 1991年12月13日 |
| 10   |          | 復甦野心        | 鳥海尽三 荒島晃宏   | 遠藤克己   | 内田祐司   | 斎藤浩信   | 1991年12月20日 |
| 11   |          | 王璽的魔力      | 鳥海尽三 大滝敏之   | 安芸のりお | 川端蓮司   | 田島ひろし | 1991年12月30日 |
| 12   |          |                 | 鳥海尽三 伊藤健司   | 内田祐司   | 内田祐司   | 谷口守泰   | 1992年1月10日  |
| 13   |          | 激動的獅子們    | 鳥海尽三 伊藤健司   | 奥田誠治   | 奥田誠治   | 高鉾誠     | 1992年1月17日  |
| 14   |          | 亂世美女 前篇   | 鳥海尽三 面出明美   | 遠藤克己   | 内田祐司   | 谷口守泰   | 1992年1月24日  |
| 15   |          | 亂世美女 後篇   | 鳥海尽三            | 遠藤克己   | 内田祐司   | 斉藤浩信   | 1992年1月31日  |
| 16   |          | 宿敵!兩位英雄   | 鳥海尽三 藤本さとし | 政木伸一   | 十数美     | 田島ひろし | 1992年2月7日   |
| 17   |          | 兩個計策        | 鳥海尽三 荒島晃司   | 福田皖     | 福田皖     | 福田皖     | 1992年2月14日  |
| 18   |          |                 | 鳥海尽三 伊藤健司   | 殿勝秀樹   | 栗山美秀   | 谷口守泰   | 1992年2月21日  |
| 19   |          |                 | 鳥海尽三            | 遠藤克己   | 内田祐司   | 高鉾誠     | 1992年2月28日  |
| 20   |          | 陳氏父子的陰謀  | 鳥海尽三            | 福田皖     | 福田皖     | 福田皖     | 1992年3月6日   |
| 21   |          |                 | 鳥海尽三 藤本さとし | 安芸のりお | 安芸のりお | 田島ひろし | 1992年3月13日  |
| 22   |          |                 | 鳥海尽三 伊藤健司   | 奥田誠治   | 栗山美秀   | 斉藤浩信   | 1992年3月20日  |
| 23   |          | 放虎歸山        | 鳥海尽三 荒島晃宏   | 遠藤克己   | 内田祐司   | 高鉾誠     | 1992年4月10日  |
| 24   |          | 張飛的兵法      | 鳥海尽三 面出明美   | 栗山美秀   | 栗山美秀   | 田島ひろし | 1992年4月10日  |
| 25   |          | 孤立的猛將      | 鳥海尽三 大滝敏之   | 遠藤克己   | 内田祐司   | 谷口守泰   | 1992年4月17日  |
| 26   |          | 亂世伏龍 孔明   | 鳥海尽三 伊藤健司   | 奥田誠治   | 奥田誠治   | 高鉾誠     | 1992年4月24日  |
| 27   |          |                 | 鳥海尽三 藤本さとし | 福田皖     | 福田皖     | 福田皖     | 1992年5月1日   |
| 28   |          |                 | 鳥海尽三 内山紀     | 安芸のりお | 宮崎一哉   | 斉藤浩信   | 1992年5月8日   |
| 29   |          | 玄徳軍 大集結   | 鳥海尽三 荒島晃宏   | 遠藤克己   | 内田祐司   | 高鉾誠     | 1992年5月15日  |
| 30   |          | 官渡之戰        | 鳥海尽三 伊藤健司   | 飯島正勝   | 飯島正勝   | 菊地城二   | 1992年5月22日  |
| 31   |          |                 | 鳥海尽三 藤本さとし | 安芸のりお | 栗山美秀   | 高鉾誠     | 1992年5月29日  |
| 32   |          | 隱士 單福       | 鳥海尽三 荒島晃宏   | 冨永恒雄   | 浜野裕治   | 菊地城二   | 1992年6月5日   |
| 33   |          | 徐庶的母親      | 鳥海尽三            | 奥田誠治   | 上井康宣   | 谷口守泰   | 1992年6月12日  |
| 34   |          |                 | 鳥海尽三 藤本さとし | 遠藤克己   | 宮崎一哉   | 上野一     | 1992年6月19日  |
| 35   |          | 孔明 首戰       | 鳥海尽三 伊藤健司   | 福田皖     | 福田皖     | 福田皖     | 1992年6月26日  |
| 36   |          |                 | 鳥海尽三 荒島晃宏   | 島孝平     | 渡辺健一郎 | 菊地城二   | 1992年7月3日   |
| 37   |          |                 | 鳥海尽三 藤本さとし | 栗山美秀   | 鳥羽厚     | 浦沢昱男   | 1992年7月10日  |
| 38   |          |                 | 鳥海尽三 岩崎訓     | 内田祐司   | 内田祐司   | 高鉾誠     | 1992年7月24日  |
| 39   |          | 孔明大論戰      | 鳥海尽三 荒島晃宏   | 奥田誠治   | 福田皖     | 福田皖     | 1992年7月31日  |
| 40   |          | 美周郎 周瑜     | 鳥海尽三 荒島晃宏   | 飯島正勝   | 浜野祐治   | 菊地城二   | 1992年8月7日   |
| 41   |          | 周瑜的殺意      | 鳥海尽三 藤本さとし | 栗山美秀   | 栗山美秀   | 田島ひろし | 1992年8月14日  |
| 42   |          | 密計!水上大要塞 | 鳥海尽三 荒島晃宏   | 太田ひろし | 太田ひろし | 菊地城二   | 1992年8月21日  |
| 43   |          | 十萬隻箭矢      | 鳥海尽三 藤本さとし | 日下部光雄 | 内田祐司   | 斉藤浩信   | 1992年8月28日  |
| 44   |          | 黄蓋 苦肉計     | 鳥海尽三 荒島晃宏   | 福田皖     | 福田皖     | 菊地城二   | 1992年9月4日   |
| 45   |          | 鳳雛 連環計     | 鳥海尽三            | 飯島正勝   | 浜野裕治   | 菊地城二   | 1992年9月11日  |
| 46   |          | 赤壁之戰 前篇   | 鳥海尽三 荒島晃宏   | 奥田誠治   | 栗山美秀   | 福田皖     | 1992年9月18日  |
| 47   |          | 赤壁之戰 後篇   | 鳥海尽三 藤本さとし | 奥田誠治   | 内田祐司   | 高鉾誠     | 1992年9月25日  |

### 工作人員
- 原作：横山光輝『三国志』
- 總監督：奧田誠治[8]
- 企畫、總括：佐伯貞夫
- 系列構成：鳥海盡三、鳥プロ、鳳工房[6]
- 角色設計：荒木伸吾、姫野美智
- 音樂：西村麻聰（FENCE OF DEFENSE）
- 音響監督：本田保則
- 録音監督：鶴岡陽太
- 美術監督：勝又激
- 製作人：清水睦夫（東京電視台）、矢野博之、吉田健二
- 動畫製作：エーゼット
- 製作：東京電視台、大日本印刷

## 遊戲
橫山光輝 三國志
《橫山光輝 三國志》是エンジェル在1992年6月26日發售的超級任天堂平台回合制策略遊戲。
橫山光輝 三國志2
《橫山光輝 三國志2》是エンジェル在1993年12月29日發售的超級任天堂平台回合制策略遊戲。
Gamics Vol.1 橫山光輝 三國志
《Gamics Vol.1 橫山光輝 三國志》（ゲーミックス Vol.1 横山光輝 三国志）是由ARC SYSTEM WORKS發售的任天堂DS平台遊戲，2006年12月28日開始發售共有六卷。ファミ通943號的クロスレビュー評分中滿分40分獲得27分。
橫山光輝三國志 上海Puzzle
《橫山光輝三國志 上海Puzzle》（横山光輝三国志上海パズル）是2014年4月30日由Sony Digital Entertainment發售的PlayStation Vita平台益智遊戲。

## 評價
《三國志》在1991年獲得第20回日本漫畫家協會獎的優秀賞。

## 外部連結
- 横山光輝 Official Web（页面存档备份，存于）（日語）